# Biskup Velletri-Segni
Biskup Velletri-Segni – biskup diecezji Velletri-Segni, jednej z siedmiu tzw. diecezji suburbikarnych, powstałej z połączenia diecezji Velletri oraz Segni.
Od VIII wieku do 1060 roku biskupi Velletri byli ex officio kardynałami, jednak po wyborze biskupa Giovanni na antypapieża Benedykta X (1058) papież Mikołaj II wykluczył tę diecezję z grona diecezji suburbikarnych (kardynalskich), powierzając jej administrowanie kardynałom-biskupom Ostii, którzy mniej więcej sto lat później zaczęli oficjalnie używać tytułu biskupów Ostia e Velletri, co ostatecznie potwierdziło połączenie tych dwóch diecezji w jedną. W 1914 została ponownie wyodrębniona przez Piusa X. W 1962 Papież Jan XXIII postanowił, że kardynałowie-biskupi diecezji suburbikarnych są jedynie biskupami tytularnymi, przekazując jurysdykcję nad nimi zwykłym biskupom ordynariuszom.
W 1981 diecezję Velletri połączono z diecezją Segni. Nazwa powstałej w ten sposób diecezji od 1986 roku brzmi Velletri-Segni. Diecezja Segni była diecezją kardynalską jedynie przez krótki okres (1079-1123), gdy jej biskupem był Bruno z Asti. Po jego śmierci stało się na powrót zwykłą diecezją.
Obecnym kardynałem-biskupem Velletri-Segni jest Nigeryjczyk Francis Arinze, były prefekt Kongregacji Kultu Bożego i Dyscypliny Sakramentów. Jego poprzednikiem na tym stanowisku był Joseph Ratzinger, późniejszy papież Benedykt XVI. Biskupem ordynariuszem jest Vincenzo Apicella (od 2006).

## Kardynałowie-biskupi Velletri i Segni

### Biskupi Velletri przed 1060
- Jan (721)
- Gracjan (743-761)
- Citonato (769)
- Grzegorz (826)
- Jan (853-861)
- Gauderico (869-879)
- Jan (898)
- Leo (946-963)
- Teobald (996-1027)
- Leo (1032-1038)
- Amato (1044)
- Jan (1050)
- Benedykt (po 1050-1057)
- Giovanni Mincius (1057-1060)

### Kardynałowie-biskupi Segni (1079-1123)
Od 1060 biskupi Ostii jako administratorzy diecezji Velletri. Od II połowy XII wieku aż do 1914 roku używają oni tytułu "biskupów Ostia e Velletri"
- Bruno (1079-1111 jako kardynał-biskup, 1111-1123 tylko jako biskup)
- Teodoryk (kardynał w obediencji wiktoryńskiej 1163-1164)

### Kardynałowie-biskupi Velletri (do 1981), Velletri e Segni (1981-86) i Velletri-Segni (od 1986)
- Diomede Falconio (1914-1917)
- Basilio Pompilj (1917-1931)
- Bonaventura Cerretti (1933)
- Enrico Gasparri (1933-1946)
- Clemente Micara (1946-1965)
- Fernando Cento (1965-1973)
- Ildebrando Antoniutti (1973-1974)
- Sebastiano Baggio (1974-1993)
- Joseph Ratzinger (1993-2005)
- Francis Arinze (2005-